# Kamel Kadri
Kamel Kadri (Argel, Argelia, 19 de noviembre de 1963) es un exfutbolista de Argelia que jugaba en la posición de guardameta.

## Carrera

### Club
| Periodo   | Club          |
| --------- | ------------- |
| 1980–1981 | MC Alger      |
| 1981–1983 | USM Alger     |
| 1983–1984 | JE Tizi-Ouzou |
| 1984–1992 | MC Alger      |
| 1992–1994 | Aydınspor     |

### Selección nacional
Jugó para Argelia en 15 ocasiones de 1984 a 1992 y participó en cuatro ediciones de la Copa Africana de Naciones.

## Logros
- Copa Africana de Naciones (1): 1990